# Verutum
Das Verutum (pl. Veruta), auch Verriculum, war ein kurzer Speer in der römischen Legion. Der Name kommt aus dem Lateinischen und heißt so viel wie „Spieß“. Er wurde vor allem von Leichtbewaffneten als Hauptwaffe verwendet.

## Beschreibung und Anwendung
Das Verutum war ein etwa 1–1,2 Meter langer Speer. Der Hauptteil der Waffe, der hölzerne Stab in der Mitte, war dünner als der des Pilums. Die Länge der Eisenspitze betrug 13–15 cm. Es wurde, anders als das Pilum, nicht von Legionären, sondern von leichtbewaffneten Truppen wie den Velites verwendet. Im Vergleich zum Pilum hatte es den Vorteil, sehr leicht zu sein, sodass man mehrere von ihnen auf das Schlachtfeld mitnehmen konnte (Bei Velites waren es 3–4, die er hinter seinem Schild mit der linken Hand hielt). Es hatte eine geringere Durchschlagskraft als das Pilum, doch stellte das Verutum bei leicht- oder nichtgepanzerten Einheiten auch eine ernsthafte Gefahr dar.

## Geschichte
Ursprünglich wurde das Verutum im 4. Jahrhundert v. Chr. von den anderen italischen Völkern benutzt, wie den Samniten und den Volskern. Dann kam es in die römische Legion, wo es sich in den Punischen Kriegen als sehr effektive Waffe gegen Kriegselefanten auszeichnete. Im späten 2. Jahrhundert n. Chr. verschwand die Waffe mit den Velites vom Schlachtfeld, wurde aber immer noch in römischen Waffenarsenalen gelagert und von anderen Einheiten wie den Auxiliartruppen verwendet.